# Санадзе, Леван Георгиевич
Леван Георгиевич Санадзе (16 августа 1928, Тифлис, СССР — 24 августа 1998, Москва, Россия) — советский легкоатлет. Серебряный призёр XV Летних Олимпийских игр; чемпион Европы в эстафетe 4×100 метров; бронзовый призёр чемпионат Европы в эстафетe 4×100 метров; двукратный чемпион СССР.
Заслуженный мастер спорта СССР (1957).

## Спортивная биография
Леван Санадзе в начале тренировался самостоятельно. Далее он занимался у Олегa Григорьевичa Лакербая. Затем тренировался в знаменитой группе где руководил Борис Михайлович Дьячков. Рядом с ним занимались Нина Думбадзе; Елена Гокиели; Роберт Шавлакадзе и другие спортсмены грузинской столицы.
На европейском чемпионате в Брюсселе, где Санадзе выиграл золотую медаль, в команде с ним выступали Владимир Сухарев; Лев Каляев; Николай Каракулов.
Леван Санадзе выступал на первой Олимпиаде, в которой приняла участие команда Советского Союза. В команде с Львом Каляевым, Борисом Токаревым и Владимиром Сухаревым он занял второе место в эстафете 4×100 метров. В течение 4 лет, выступал в составе сборной команды СССР, в эстафете 4×100 м.
Занимаясь легкой атлетикой Санадзе окончил политехнический институт, потом работал, написал и защитил кандидатскую диссертацию, но из спорта уйти не смог, первая любовь оказалась сильнее. Санадзе стал спортивным руководителем, а в 80-е годы возглавил Управление легкой атлетики Госкомспорта СССР.